# Malhação
Malhação è una soap opera brasiliana rivolta a telespettatori adolescenti. La serie è trasmessa in Brasile dal 24 aprile 1995 al 3 aprile 2020 su TV Globo.

## Il serial televisivo
Inizialmente la serie era ambientata in un fittizio Gym Club chiamato Malhação a Barra da Tijuca, Rio de Janeiro. Nel corso degli anni l'ambientazione è leggermente cambiata. Sebbene il titolo della soap è sempre rimasto lo stesso, l'ambientazione è stata spostata nella Múltipla Escolha High School per nove stagioni. Nella ventiduesima stagione, la location è tornata ad essere una palestra, la Gael's Martial Arts Gym, collocata all'interno della scuola d'arte  Ribalta. La stagione seguente è stata nuovamente ambientata nella scuola.
In Italia la soap opera è trasmessa su Rai Gulp dal 29 dicembre 2015.. La prima stagione ad essere trasmessa in Italia è stata non la prima, bensì la ventunesima, girata nel 2013. Tale stagione ha un titolo leggermente diverso: Malhação Casa Cheia.

## Trama

### Dalla 1ª alla 4ª stagione
La prima stagione racconta le vicende amorose e personali di un gruppo di ragazzi che nel tempo libero frequentavano la palestra Academia Malhação.

### 5ª stagione
Nella quinta stagione la palestra venne abbattuta, vengono raccontate le vicende di nuovi personaggi che aprono una rete televisiva pirata dal nome Malhação.com.

### Dalla 6ª alla 14ª stagione
Nella sesta stagione, l'area in cui prima si trovava l'ademia Malhação viene acquistata dal professore Paulo Pasqualete, che crea a posto della palestra una scuola dal nome Colégio Múltipla Escolha. Così adesso vengono raccontate le vicende amorose e personali degli studenti di questa scuola.

### 15ª stagione
Il Colégio Múltipla Escolha si unisce col Colégio Ernesto Ribeiro, appartenente agli imprenditori Félix Rios e Diva Junqueira. Viene raccontata il lungo e difficile percorso di integrazione e accettazione tra gli studenti delle due scuole.

### 16ª stagione
I due istituti fanno in fallimento e vengono acquistati dai fratelli Giuliana e Osvaldo. Giuliana vuole che rimangano delle scuole, mentre Osvaldo vuole trasformarli in centri commerciali, provocando così la ribellione degli studenti. Ma nell'ultima puntata gli edifici dei due istituti vengono sottoposti a un sequestro giudiziario e vengono ceduti ad Osvaldo, che li trasforma in un centro commerciale dal nome Shopping Gran Plaza.

### Dalla 17ª alla 27ª stagione
A questo punto la soap racconta le vicende di studenti del Colégio Primeira Opção.

## Cast
Il cast della soap opera è cambiato di anno in anno, anche se diversi attori sono rimasti ad interpretare il loro ruolo per più stagioni di fila.

### Protagonisti
| Stagione | Protagonisti                                                 |
| -------- | ------------------------------------------------------------ |
| 1ª       | Isabella (Juliana Martins) e Héricles (Danton Mello)         |
| 2ª       | Luiza (Fernanda Rodrigues) e Dado (Cláudio Heinrich)         |
| 3ª       | Patrícia (Luana Piovani) e Vudu (Pedro Vasconcellos)         |
| 4ª       | Alice (Cássia Linhares) e Bruno (Rodrigo Faro)               |
| 5ª       | Cacau (Juliana Baroni) e Mocotó (André Marques)              |
| 6ª       | Tati (Priscila Fantin) e Rodrigo (Mário Frias)               |
| 7ª       | Joana (Ludmila Dayer) e Marcelo (Fábio Azevedo)              |
| 8ª       | Nanda (Rafaela Mandelli) e Gui (Iran Malfitano)              |
| 9ª       | Júlia (Juliana Silveira) e Pedro (Henri Castelli)            |
| 10ª      | Luísa (Manuela do Monte) e Victor (Sérgio Marone)            |
| 11ª      | Letícia (Juliana Didone) e Gustavo (Guilherme Berenguer)     |
| 12ª      | Betina (Fernanda Vasconcellos) e Bernardo (Thiago Rodrigues) |
| 13ª      | Manuela (Luiza Valdetaro) e Cauã (Bernardo Melo Barreto)     |
| 14ª      | Marcela (Thaila Ayala) e André (Rômulo Neto)                 |
| 15ª      | Angelina (Sophie Charlotte) e Gustavo (Rafael Almeida)       |
| 16ª      | Marina (Bianca Bin) e Luciano (Micael Borges)                |
| 16ª      | Marina (Bianca Bin) e Caio (Humberto Carrão)                 |
| 17ª      | Cristiana (Cristiana Peres) e Bernardo (Fiuk)                |
| 18ª      | Catarina (Daniela Carvalho) e Pedro (Bruno Gissoni)          |
| 19ª      | Cristal (Thaís Melchior) e Gabriel (Caio Paduan)             |
| 19ª      | Alexia (Bia Arantes) e Gabriel (Caio Paduan)                 |
| 20ª      | Lia (Alice Wegmann) e Dinho (Guilherme Prates)               |
| 20ª      | Lia (Alice Wegmann) e Vitor (Guilherme Leicam)               |
| 21ª      | Anita (Bianca Salgueiro) e Ben (Gabriel Falcão)              |
| 22ª      | Bianca (Bruna Hamú) e Duca (Arthur Aguiar)                   |
| 23ª      | Luciana (Marina Moschen) e Rodrigo (Nicolas Prattes)         |
| 24ª      | Joana (Aline Dias) e Gabriel (Felipe Roque)                  |
| 24ª      | Joana (Aline Dias) e Giovane (Ricardo Vianna)                |
| 25ª      | Keyla (Gabriela Medvedovski) e Tato (Matheus Abreu)          |
| 26ª      | Maria Alice (Alice Milagres) e Alex (Daniel Rangel)          |
| 27ª      | Rita (Alanis Guillen) e Filipe (Pedro Novaes)                |

## Produzione
La creatrice della soap opera, Andréa Maltarolli, si ispirò al libro Confissões de Adolescente di Maria Mariana per creare Malhação. Maria Mariana, a sua volta, ha lavorato al fianco di Andrea scrivendo la stagione del 1998 e quella del 1999. La serie ha debuttato il 24 aprile 1995, alle ore 17:15, su Rede Globo, con lo scopo di parlare dei problemi dei giovani, come il sesso, il rapporto con gli amici e i genitori, e le preoccupazioni per il futuro.

## Opere derivate
Malhação è servito come fonte d'ispirazione per altri programmi, come la serie portoghese Morangos com Açúcar e la telenovela Alta Estação.